# Sogdiana
Sogdiana a fost o civilizație iraniană din antichitate, aflată între fluviile Amu Darya și Syr Darya, pe teritoriile actualelor țări Uzbekistan, Turkmenistan, Tadjikistan, Kazahstan și Kârgâzstan. Sogdiana a fost, de asemenea, o provincie a Imperiului Ahemenid și figurează pe inscripția de la Behistun a lui Darius cel Mare. Sogdiana a fost cucerită de Cirus cel Mare, fondatorul Imperiului Ahemenid, apoi a fost anexată de regele macedonean Alexandru cel Mare în 328 î.Hr. Stăpânitorii se vor perinda în continuare sub Imperiul Seleucid, Regatul Greco-Bactrian, Imperiul Kushan, Imperiul Sasanian, Imperiul Heftalit, Caganatul Turcic de Vest și cucerirea arabă.
Orașele-stat sogdiene, deși niciodată unite politic, acceptau supremația orașului Samarkand. Limba sogdiană, o limbă iraniană de est, nu mai este vorbită, dar o descendentă a unuia dintre dialectele sale, yaghnobi, este încă vorbită de o etnie din Tadjikistan. A fost vorbită pe scară largă în Asia Centrală ca lingua franca și a servit ca una dintre limbile de curte ale Primului Caganat Turcic pentru scrierea documentelor.
Sogdienii au trăit și în China imperială și au făcut carieră în armata și guvernul dinastiei Tang chineze (618–907 d.Hr.). Comercianții și diplomații sogdieni au călătorit la vest până în Imperiul Bizantin. Ei au jucat un rol important ca intermediari pe ruta comercială a Drumului Mătăsii. Deși profesau inițial zoroastrismul, maniheismul, budismul și, într-o măsură mai mică, creștinismului nestorian din Asia de Vest, convertirea treptată la islam în rândul sogdienilor și descendenților lor a început odată cu cucerirea musulmană a Transoxianiei în secolul al VIII-lea. Convertirea la islam a fost practic completă până la sfârșitul Imperiului Samanid în 999, coincizând cu declinul limbii sogdiene, deoarece a fost în mare parte înlocuită de persană.